# Karl Wilhelm von Scheibler

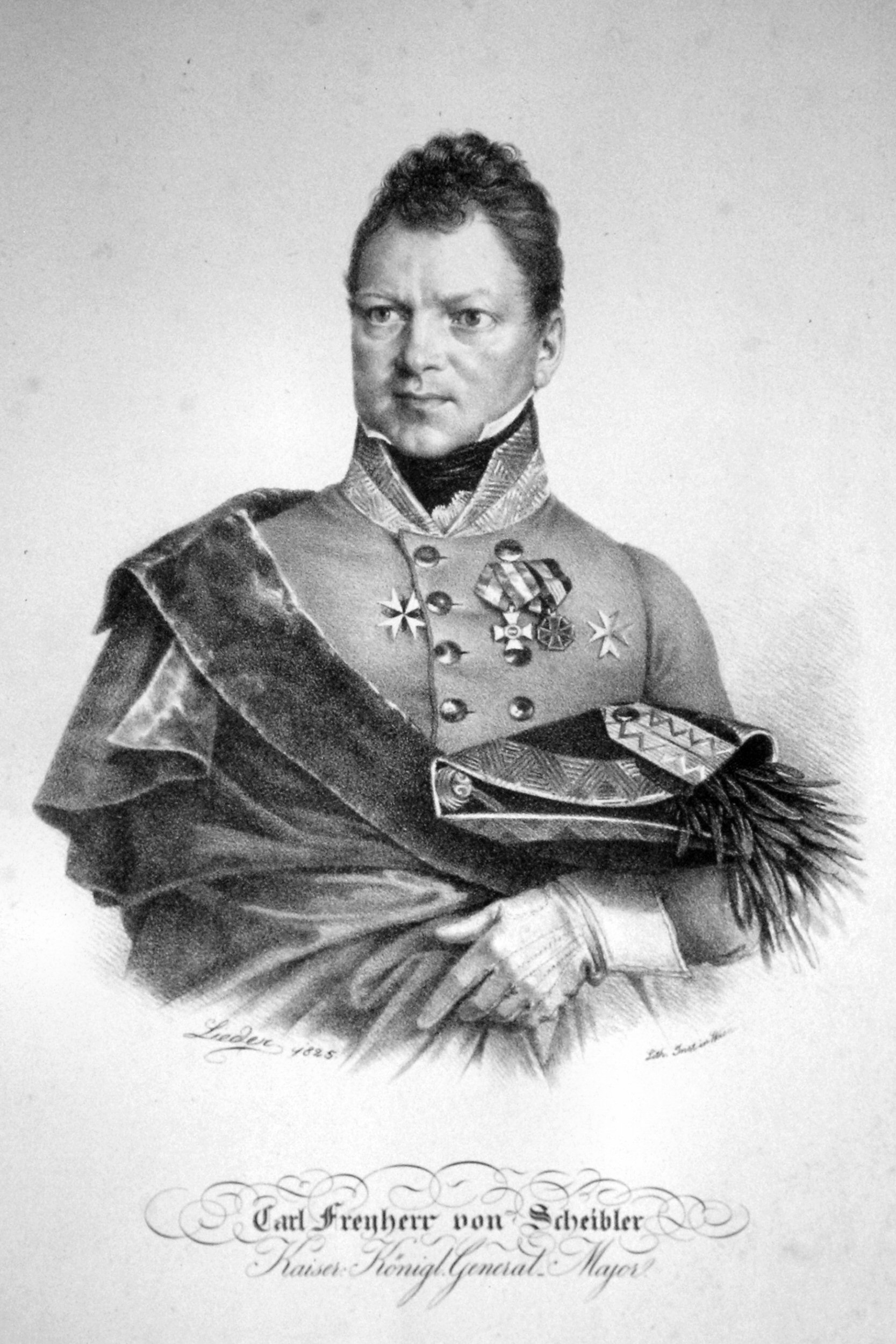
Karl Wilhelm von Scheibler, Lithographie von Friedrich Lieder, 1825

Karl Wilhelm von Scheibler (* 6. September 1772 in Eupen; † 29. Jänner 1843 in Josefstadt) war ein deutscher Soldat in österreichischen Diensten; zuletzt war er im Range eines Feldmarschallleutnants Festungskommandant von Legnano und Josefstadt.

## Leben und Wirken
Der Sohn des Tuchfabrikanten Bernhard Georg von Scheibler (1724–1786) und der Clara Maria Moll (1733–1802) und Enkel des Monschauer Johann Heinrich Scheibler entschloss sich im Gegensatz zu seinen Brüdern schon frühzeitig für eine militärische Laufbahn. Diese begann er zunächst in der preußischen Armee, wechselte aber aus unbekannten Gründen im Jahre 1799 als Leutnant zum K.u.k. Galizisches Ulanen-Regiment „Ritter von Brudermann“ Nr. 1 der kaiserlich-habsburgischen Armee. Hier wurde Scheibler noch am 2. Mai des gleichen Jahres zum Oberleutnant und am 1. Dezember zum Rittmeister befördert, nachdem er sich bei mehreren Einsätzen im Rahmen des Ersten Koalitionskrieges durch Kaltblütigkeit und Kühnheit besonders ausgezeichnet hatte.
Es folgten weitere Kriegseinsätze und Scheibler machte im Jahre 1805 bei Urfahr wieder besonders auf sich aufmerksam, als er während der Koalitionskriege für die erfolgreiche Aushebung feindlicher Posten verantwortlich war, woraufhin er am 6. November 1805 außerplanmäßig zum Major im Chevauxleger-Regiment Rosenberg befördert wurde. Nach einem weiteren hervorragend geführten Einsatz in der Schlacht bei Aspern wurde er 1809 zum Oberstleutnant im Chevauxlegers-Regiment Vincent und nur ein Jahr später zum Oberst befördert.
Im Jahre 1810 quittierte er vorübergehend den Dienst, aber schon 1812 wurde er zunächst zum „supernumerären“ (zusätzlichen) und ab dem 29. März 1814 zum offiziellen Regimentskommandanten im Galizischen Ulanen-Regiment „Erzherzog Franz Ferdinand“ Nr. 7 berufen. Im Jahre 1817 erhielt er dann das Regimentskommando im Böhmischen Dragoner-Regiment „Fürst zu Windisch-Graetz“ Nr. 14.
Es waren die letzten aktiven Kriegseinsätze Scheiblers, welcher anschließend im Jahre 1823 noch zum Generalmajor und 1832 schließlich zum Feldmarschallleutnant befördert wurde. Schließlich wurde er im Jahre 1836 zum Festungskommandanten von Legnano und 1839 von Josefstadt ernannt. Hier verlebte er seine letzten Jahre und verstarb hoch dekoriert am 29. Jänner 1843.

## Ehrungen

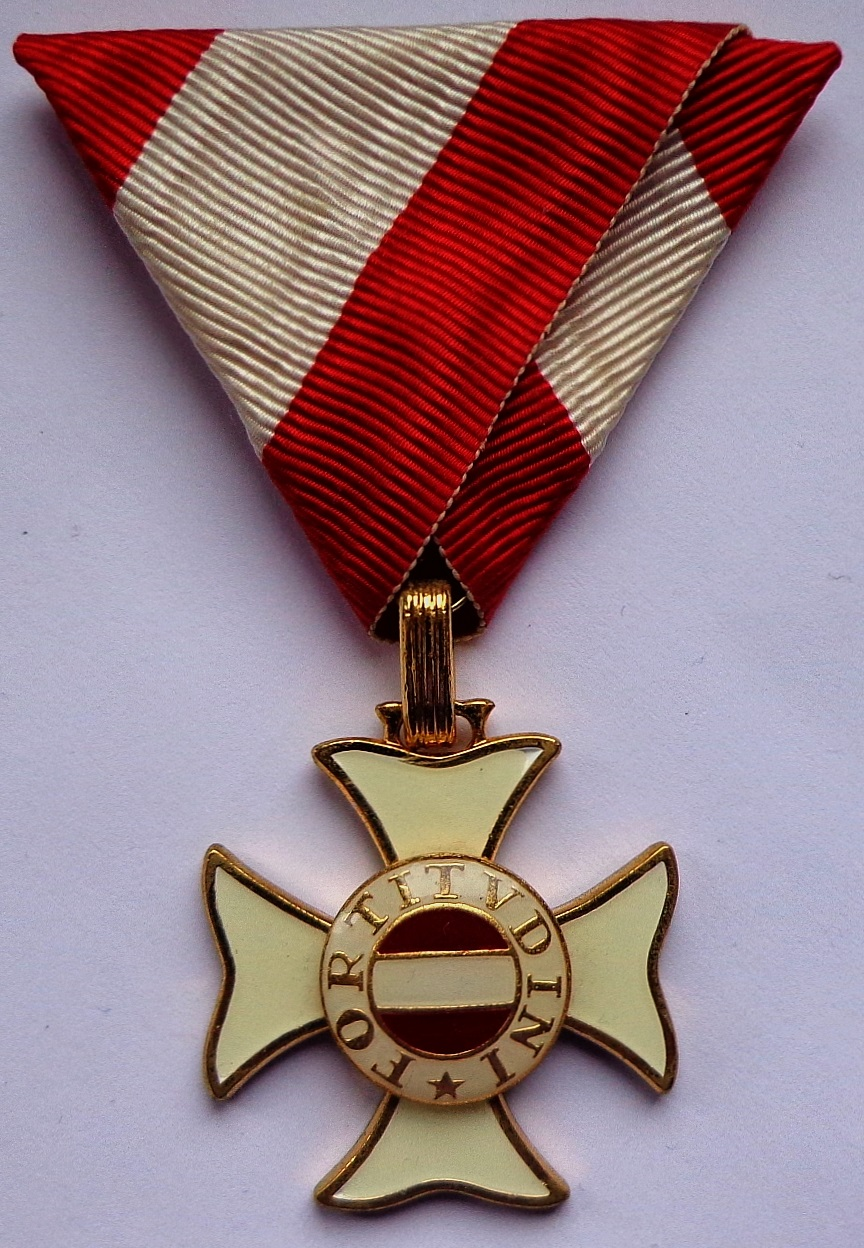
Ritterkreuz des Militär-Maria-Theresien-Ordens

Für seine zahlreichen militärischen Verdienste wurde Scheibler mit dem
- Großkreuz des Ordens von St. Georg der Wiedervereinigung und
- dem Ritterkreuz des Maria-Theresia-Ordens geehrt sowie
- zum Ritter des Preußischen Johanniterorden ernannt
- und 1814 in den Freiherrenstand erhoben